# Richard Stevenson
Pour les articles homonymes, voir Stevenson.
Richard Stevenson Lipez, né le 30 novembre 1938 à Lock Haven en Pennsylvanie et mort le 16 mars 2022 à Becket au Massachusetts, est un journaliste et écrivain américain, auteur de roman policier.

## Biographie
Il fait des études à l'université d'État de Pennsylvanie et obtient un diplôme en anglais. De 1962 à 1964, il sert dans le Corps de la paix en Éthiopie en tant que professeur d'anglais à Addis-Abeba et, de 1964 à 1967, en qualité d'évaluateur des programmes de cet organisme. Puis, jusqu'en 1970, il œuvre au sein de l'organisation humanitaire Opportunity International (en).
Il travaille ensuite comme éditorialiste et critique littéraire pour divers journaux, notamment The Washington Post, Newsday, The Berkshire Eagle (en) et Newsweek.
Ouvertement homosexuel, il commence en 1981 avec Les Damnés du bitume (Death Trick) une série d'une douzaine de romans policiers ayant pour héros le détective privé gay Donald Strachey, exerçant à Albany, dans l'État de New York. Tout en faisant penser à Dave Brandstetter, le personnage de Joseph Hansen, Donald Strachey « fait néanmoins preuve d'une tonicité et d'un humour décapant assez rare dans la profession », selon Claude Mesplède.
Quatre des romans de Richard Stevenson ont été adaptés en téléfilms pour la télévision américaine.
Richard Stevenson Lipez s'éteint le 16 mars 2022 dans sa maison de Becket au Massachusetts d'un cancer du pancréas à l'âge de 83 ans.

## Œuvre

### Romans

#### Série policièreDonald Strachey
- Death Trick (1981) Publié en français sous le titre Les Damnés du bitume, Paris, Gallimard, coll. « Série noire » no 1868, 1982
- On the Other Hand, Death (1984) Publié en français sous le titre La Maison des périls, Paris, Gallimard, coll. « Série noire » no 2024, 1985
- Ice Blues (1986) Publié en français sous le titre Tous les damnés ont froid, Paris, Gallimard, coll. « Série noire » no 2065, 1986
- Third Man Out (1992)
- Shock to the System (1995)
- Chain of Fools (1996)
- Strachey's Folly (1998)
- Tongue Tied, 2003)
- Death Vows (2008)
- The 38 Million Dollar Smile (2009)
- Cockeyed (2010)
- Red White Black and Blue (2011)
- The Last Thing I Saw (2012)
- Why Stop at Vengeance (2015)

#### Autres romans
- Cast Adrift (2005)
- No Entanglements (2005)
- The Desk (2005)
- The Swift Passage Of Time (2005)
- The Haunting of Amos Manor (2011)

#### Roman de littérature d'enfance et de jeunesse
- Take Me to Your Leader! (2004)

## Filmographie
- 2005 : Third Man Out (en), téléfilm américain réalisé par Ron Oliver, adaptation du roman éponyme
- 2006 : Traitement de choc, téléfilm américain réalisée par Ron Oliver, adaptation du roman éponyme
- 2008 : Jeux de mains, téléfilm américain réalisée par Ron Oliver, adaptation du roman éponyme
- 2008 : Ice Blues (en), téléfilm américain réalisée par Ron Oliver, adaptation du roman éponyme

## Sources
- Claude Mesplède (dir.), Dictionnaire des littératures policières, vol. 2 : J - Z, Nantes, Joseph K, coll. « Temps noir », 2007, 1086 p. (ISBN 978-2-910-68645-1, OCLC 315873361), p. 827.
- Claude Mesplède, Les années "Série noire" bibliographie critique d'une collection policière, vol. 5 : 1982-1995, Amiens, Encrage, coll. « Travaux » (no 36), 2000.